# Joachim Schepke
Joachim Schepke (8. března 1912 Flensburg – 17. března 1941 jihovýchodně od Islandu) byl německý ponorkový velitel ve druhé světové válce.